# Heterognatha
Heterognatha chilensis es una especie de araña araneomorfa de la familia Araneidae. Es el único miembro del género monotípico Heterognatha. Es originaria de Chile.